# Осокин, Денис Сергеевич
Дени́с Серге́евич Осо́кин (род. 14 августа 1977, Брикетный, Кадышевский сельсовет, Высокогорский район, Татарская АССР, РСФСР, СССР) — российский прозаик, поэт и сценарист.

## Биография
Учился на факультете психологии Варшавского университета (1994—1996), окончил филологический факультет Казанского университета (2002). Работал редактором творческого объединения «Панорама» на телеканале «ТНВ» (Казань), автор и режиссёр цикла фильмов «Солнцеворот» о традиционной культуре народов Поволжья. Руководил казанским Центром русского фольклора.
Проза и стихи публиковалась в журналах и альманахах «Знамя», «Вавилон», «Октябрь», «Улов», «Топос», «Волга — XXI век», «Воздух», «Дирижабль» и других, сборнике произведений лауреатов и финалистов премии «Дебют» «Война и мир — 2001» (М.: ОГИ, 2002).
Повесть «Овсянки» (опубликована в журнале «Октябрь» под псевдонимом Аист Сергеев) легла в основу одноимённого художественного фильма (2010, режиссёр Алексей Федорченко).
Член Российской Академии кинематографических искусств «Ника».
Член киноакадемии стран азиатско-тихоокеанского региона (The Asia Pacific Screen Academy).

## Фильмография
- 2007 — Инзеень-малина (совместно с Владимиром Сивковым)
- 2010 — Овсянки
- 2012 — Небесные жёны луговых мари
- 2014 — Ангелы революции (совместно с Алексеем Федорченко, Олегом Лоевским)
- 2024 — Ада (совместно с Евгением Барановым, Станиславом Светловым[3]

## Признание и награды
- 2001 — Премия «Дебют» в номинации «Малая проза» за цикл рассказов «Ангелы и революция»[4].
- 2004 — Шорт-лист Премии Андрея Белого с книгой «Барышни тополя»[источник не указан 1060 дней].
- 2005 — Шорт-лист премии имени Ю. Казакова с рассказом «Новые ботинки»[источник не указан 1060 дней].
- 2010 — Премия Гильдии киноведов и кинокритиков России «Белый слон» за лучший сценарий 2010 года («Овсянки»)[источник не указан 1060 дней].
- 2010 — Премия «Ника» за лучшую сценарную работу («Овсянки»)[источник не указан 1060 дней].
- 2011 — Лонг-лист премии «Большая книга» («Овсянки»)[источник не указан 1060 дней].
- 2011 — Шорт-лист Премии Андрея Белого с книгой «Овсянки»[источник не указан 1060 дней].
- 2011 — Азиатско-Тихоокеанская кинопремия (APSA) — за лучший сценарий («Овсянки»)[источник не указан 1060 дней].
- 2013 — Приз имени Г. Горина XXIV Открытого Российского кинофестиваля «Кинотавр» (Сочи) «За лучший сценарий» фильма «Небесные жёны луговых мари»[5].
- 2013 — Премия Андрея Белого в номинации «Проза» за сборник «Небесные жёны луговых мари»[источник не указан 1060 дней].
- 2014 — Премия Гильдии киноведов и кинокритиков России «Белый слон» за лучший сценарий («Небесные жёны луговых мари»)[источник не указан 1060 дней].
- 2020 — Государственная премия Республики Татарстан имени Габдуллы Тукая[источник не указан 1060 дней].